# Un homme habile
Pour plus de détails, voir Fiche technique et Distribution.
Un homme habile est un film muet français réalisé par Georges Denola, sorti en 1911.

## Fiche technique
- Titre : Un homme habile
- Réalisation : Georges Denola
- Scénario : Léon Miral
- Photographie :
- Montage :
- Société de production : Société cinématographique des auteurs et gens de lettres (S.C.A.G.L.)
- Société de distribution : Pathé frères
- Pays d'origine :  France
- Langue : français
- Métrage : 145 mètres
- Format : Noir et blanc — 35 mm — 1,33:1 — Muet
- Genre : Comédie
- Durée : 5 minutes
- Dates de sortie : 
  -  France : janvier 1911

## Distribution
- Louis Blanche : Félix Dupont
- André Simon : le baron de Goliath
- Suzanne Goldstein : Aline Durand
- Gaston Sainrat
- Paulette Lorsy